# Gypsonomoides
Gypsonomoides is een geslacht van vlinders van de familie bladrollers (Tortricidae), uit de onderfamilie Olethreutinae.

## Soorten
- G. delitana (Fischer von Röslerstamm, 1839)
- G. pseudodelitana Obraztsov, 1952